# شل‌محله
شل محله یکی از محله‌های قدیمی رامسر است که در تنگدره واقع شده‌است. شِل نام محله‌ای است در غرب شهر رامسر و در کنارهٔ شرقی تُرک رود. هم چنین شل محله نام یکی از روستاهای شهرستان تنکابن است.
در اسناد تاریخی دوره قاجار و اوایل پهلوی از شل محله سخت سر (رامسر) به عنوان یک بلوک از بلوکات تنکابن یاد شده‌است. شل محله به عنوان مرکز مهم پرتقال معروف بوده‌است و یکی از پایه‌های پرتقال جهان از این منطقه به دیگر نقاط جهان رفته‌است.

## شل محله پایه مرکبات جهان
شل محله رامسر یکی از دوپایه مرکبات جهان است. مرکبات چنان‌که در اسناد رسمی آمده در منطقه رامسر در شل محله به عمل می‌آمد و بزرگ‌ترین و پرتنوع‌ترین مرکبات در آن سامان پرورش می‌یافت. یکی از پایه‌های مرکبات جهان به عنوان «پایه شل محله» ثبت رسمی و جهانی شده‌است. Shelmahaleh Natural hybrid
چهارده رقم پایه مرکبات که تعدادی از آنها جز پایه‌های متداول مرکبات دراستان مازندران است، در شرایط گلدان و باغ آلوده نسبت به کرم لوله‌ای مرکبات مورد ارزیابی قرار گرفت. این ارقام شامل ادیب، شل محله، کترا شماره ۱و۲، معلم کوه، مینو۷ نارنج و دورگ‌های حاصله از آنها: شل محله * نارنج، شل محله * دارابی و پایه‌های خارجی شامل نارنج سه برگ (Trifoliate orange) ترویرسیترنج (Troyer citrange)، تایوانیکا Taiwanica)) سیتروملو (Citrumelo) و یوزو (Yuzu) بود.

## مشاهیر
از نامدارترین اشخاص این محله می‌توان به شل شریف اشاره کرد. وی برای آموزش دینی به اصفهان رفت و در نزد بزرگان آن جا تلمذ کرد. شل شریف از شیوخ صاحب اجازه به علامه مجلسی است و شیخ نیز به وی اجازه حدیث داده‌است. نامبرده در دوره صفوی برای دعوت زیدیان گیلان به کیا کلایه رامسر کوچ می‌کند و به عنوان شیخ الاسلام منطقه مدارسی بسیاری را ایجاد می‌کند و نام کیا کلایه را به آخوند محله تغییر می‌دهد. وی پس از تخریب مسجد آدینه جواهرده به بازسازی آن اقدام می‌کند.

## پیشینه تاریخی
شل محله در اصل نام محله‌ای است در ییلاق جواهرده (رامسر) که اکنون مسجد معروف آدینه در آن قرار دارد. این محله زادگاه «ملا شریف» است. ملا شریف معروف بود به شل شریف. مسجد آدینه به روایتی هفتصد سال سابقه تاریخی دارد ولی در سال ۱۰۴۵ بر اثر زلزله تخریب شد ملاشریف یا همان شل شریف که جد خاندان شل آقاخانی‌های رامسر و تنکابن است، اقدام به تجدید بنای آن نموده‌است.
یکی از اهالی شل محله رامسر نصیری‌ها هستند که از نصیر محله دریاپشته به این‌جا کوچ کرده‌اند. غیر از این‌ها کریمخانی‌ها و شل آقاخانی‌ها (پورمنصوری-پروا) و خانجانیان و باقر سلیمی‌ها تنگدره‌ای هستند.

## معنای شل محله
شَل یعنی لنگ، کسی که هنگام راه رفتن می شلد. شُل، یعنی وارفته، مثل خمیر شل. شِل یعنی نیزه کوتاه دو یا سه پر که پنج تا ده عدد آن را در مشت می‌گیرند و هنگامی که به دشمن نزدیک می‌شوند به طرف اش پرتاب می‌کنند.
البته رابینو آن را شال محله [م َ ح َل ْ ل ِ] (اِخ) دانسته‌است. شال به معنای شغال و روباه است. وی در سفرنامه خویش می‌نویسد: شال محله نام دهی است از دیه‌های اطراف تنکابن. به نظر وی شل محله مخفف شال محله است. به نظر می‌رسد تفسیر وی از نام محله نادرست باشد؛ زیرا نام محله با کسره شین است نه با فتحه تا مخفف شال باشد.

## شغل
ساکنان و باشندگان کنونی شل محله در اواسط قرن ۱۳ از جواهرده به منطقهٔ جلگه‌ای شهر رامسر کوچ کرده و در کنارهٔ شرقی رود ترک رود، حد فاصل تنگدره و شاهمنصور محله، محله‌ای ایجاد کردند و نام شل محله را به آن داده شد. گویا شغل مردم شل محله در قدیم در عین حالی که در لباس روحانیت بوده‌اند، نیزه سازی بوده و در سالیان اخیر مرکبات، چای و برنج کاری از مهم‌ترین مشاغل این مردم بوده‌است.